# Klub Wytwórnia
Klub Wytwórnia – łódzki klub muzyczny działający od 2007 roku, którego właścicielem jest Grupa Toya. Poza koncertami, w klubie organizowane są również spektakle filmowe oraz teatralne, wystawy sztuki, spotkania z artystami, imprezy zamknięte, bankiety czy różnego rodzaju festiwale. 

## Historia i działalność
Działalność Wytwórni zainaugurowano w 2007. Za jej funkcjonowanie odpowiada spółka TOYA Studios, powołana m.in. w celu rewitalizacji obiektu. Centrum wyposażono w mobilną scenę, widownię oraz nowoczesny sprzęt nagłośnieniowy i oświetleniowy. Obiekt powiązano ze studiami postprodukcji, co umożliwiło wielośladową rejestrację wydarzeń i ich dalsze opracowanie w formacie CD lub DVD.
Wytwórnia organizuje rocznie ponad sto wydarzeń kulturalnych – koncertów, spektakli teatralnych, wystaw, projekcji filmowych oraz spotkań autorskich. Obiekt jest także miejscem realizacji wydarzeń firmowych, zamkniętych oraz bankietów. Wśród artystów, którzy wystąpili na scenie Wytwórni, znaleźli się m.in. Chris Botti, Gregory Porter, The Manhattan Transfer, Marillion, Ray Wilson, Kayah i Goran Bregović, Katarzyna Nosowska, Dawid Podsiadło, Anna Maria Jopek, Kult, Hey czy Sinfonia Varsovia.
W Wytwórni odbywają się również wydarzenia teatralne oraz festiwale, takie jak: Międzynarodowy Festiwal Sztuk Przyjemnych i Nieprzyjemnych, Festiwal Łódź Czterech Kultur, Festiwal Dotknij Teatru, Festiwal Nowa Klasyka Europy oraz Soundedit Festival.
Jednym z kluczowych elementów oferty programowej Wytwórni jest muzyka jazzowa. W ramach cyklu „Jazzowe czwartki” organizowane są regularne koncerty i jam sessions, a od 2011 Wytwórnia jest gospodarzem Letniej Akademii Jazzu – festiwalu obejmującego koncerty, warsztaty, wykłady i spotkania z artystami. Organizatorem festiwalu jest Fundacja Wytwórnia – organizacja non-profit powołana w celu wspierania życia kulturalnego Łodzi oraz prowadzenia działań edukacyjnych i animacyjnych.
Od kilku lat Wytwórnia jest również miejscem finałowej gali plebiscytu Energia Kultury, nagradzającego najważniejsze wydarzenia kulturalne w Łodzi.
Budynek, w którym mieści się klub, stanowił kiedyś część Wytwórni Filmów Fabularnych w Łodzi. Znajduje się przy ul. Łąkowej 29, zaraz obok Hotelu DoubleTree by Hilton oraz siedziby firmy Toya.

## Fundacja Wytwórnia
W połowie 2011 roku utworzono działającą przy Klubie Wytwórnia organizację non-profit pod nazwą Fundacja Wytwórnia. Celem działalności fundacji jest „oprócz działań prokulturalnych, takich jak organizacja imprez kulturalnych czy promocja kultury i regionu łódzkiego, Fundacja Wytwórnia ma także działania edukacyjne, których celem jest przygotowanie młodej widowni do świadomego i aktywnego uczestnictwa w życiu kulturalnym Łodzi, a także zwiększenie zaangażowania mieszkańców w działania kulturalne”.